# Peter Eisenman
Peter Eisenman  (Newark, Nueva Jersey, 11 de agosto de 1932) es un arquitecto estadounidense de origen judío. 
A finales de los años cincuenta fue colaborador de  Walter Gropius, y en 1975 fue uno de los integrantes de los Five Architects. 
En 1967 fundó el Institute for Architecture and Urban Studies, de Nueva York, imprecisa institución, extraordinariamente activa y eficiente, que pronto se convierte en obligado punto de referencia para todo aquel interesado en la arquitectura. 
Peter Eisenman, descendiente de inmigrantes judíos alemanes de Estrasburgo, internacionalmente reconocido por su visión provocadora de la arquitectura, ha construido una serie innumerable de proyectos a gran escala incluyendo el Wexner Center para las Artes en la Ohio State University, el Greater Columbus Convention Center en Columbus, Ohio, y el Aronoff Center for Design and Art en la Universidad de Cincinnati.
Como resultado del concurso de ideas que ganó, construye en Santiago de Compostela la Ciudad de la Cultura de Galicia, un conjunto de edificios destinados a actividades culturales. Unas obras que modificaron el diseño original de la ciudad de John Hejduk y que le llevaron a colaborar con los arquitectos españoles Andrés Perea y Andrés Jaque. Las obras han sido objeto de polémicas públicas por su gestión económica y por las dudas sobre su utilidad posterior.
Además, fue el promotor de un proyecto de realización de un nuevo Estadio de Riazor en La Coruña, aunque finalmente no se realizó.
En 2008 se publicó un libro sobre su obra que desarrolla las instalaciones temporales que ha realizado: Instalaciones: Sobre el Trabajo de Peter Eisenman, de Pablo Lorenzo-Eiroa, DLO/Robles Ediciones, Buenos Aires, 2008.

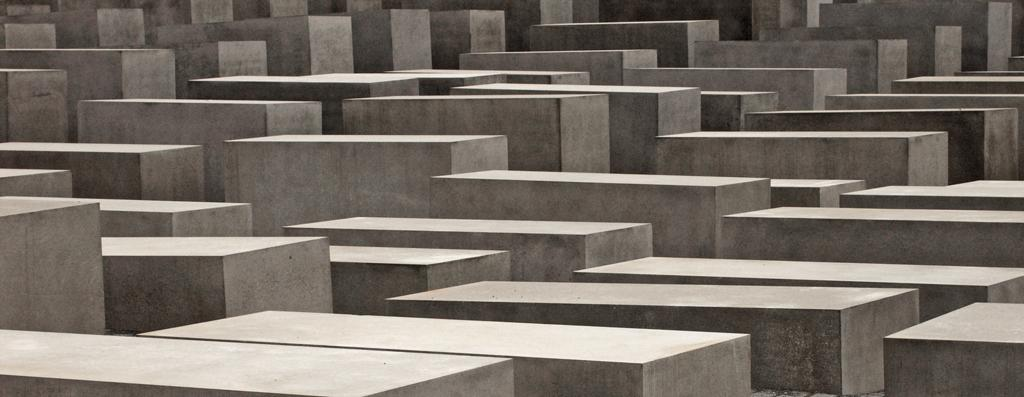
Monumento a los judíos de Europa asesinados en Berlín.

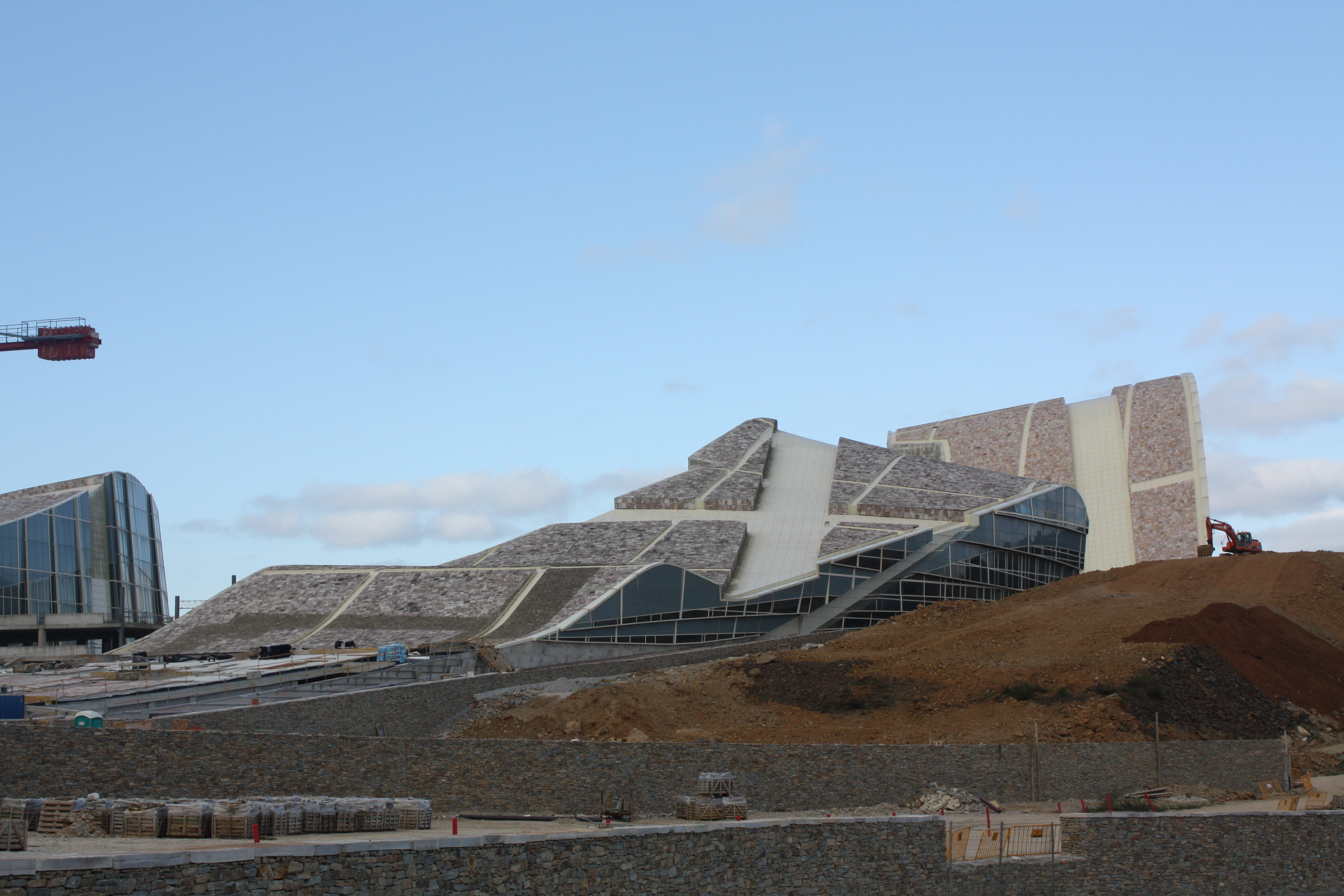
Ciudad de la Cultura de Galicia.

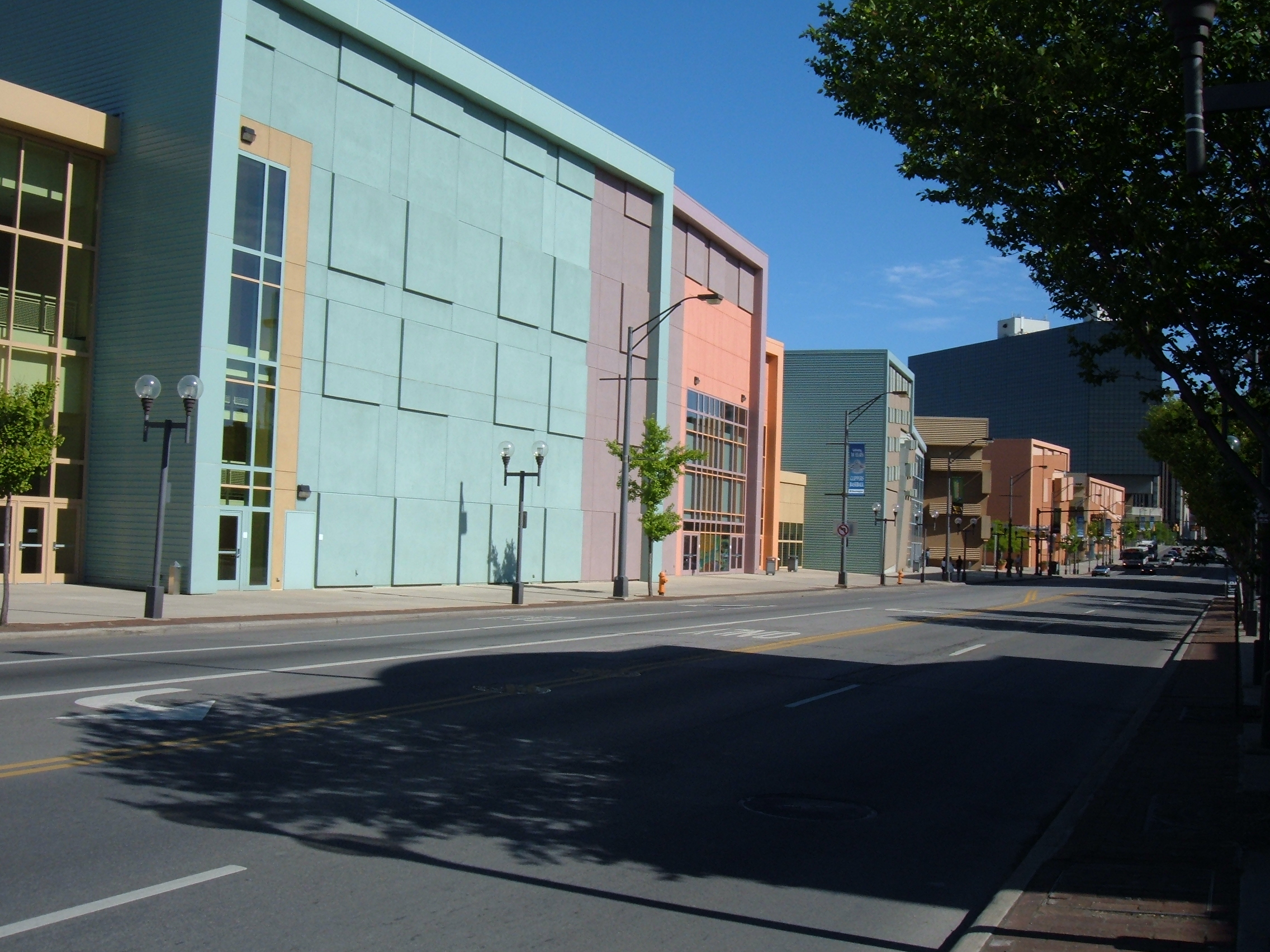
Greater Columbus Convention Center.